# Seixal Futebol Clube
El Seixal Futebol Clube és un club esportiu portuguès de Seixal, al districte de Setúbal. El club tenia una plantilla principal de futbol, però el 2007 es va retirar per motius econòmics. Actualment només manté les divisions júnior.
Les divisions de futbol del club disputen els seus partits a l'Estádio do Bravo, que té una capacitat de 5.000 persones. El club va ser fundat l'any 1925, i la seva secció principal és l'hoquei patins (jugant a 3a Divisió, zona D). També és un club de bàsquet i futbol sala.

## Aparicions (futbol)
- Primera Divisió: 2 (dos cops)
- Segona Divisió: 28
- Tercera Divisió: 36

## Palmarès
- Tercera Divisió: 2

- 1960–61, 1967–68

- Taça Ribeiro dos Reis: 1

- 1961–62